# بلدة نفي القديمة
بلدة نفي القديمة هي قرية تراثية تقع على مقربة من مدينة نفي في محافظة الدوادمي التابعة لمنطقة الرياض في المملكة العربية السعودية.

## الموقع
تقع الديرة القديمة على ضفاف وادي (شعيب نفي) وهو يحدها من الجهة الغربية الشمالية، وتبعد عن الدوادمي مسافة تقارب (90) كم، وهي تقع على طريق القصيم والحجاز القديم.

## التسمية
ويعود سبب تسميتها نسبة إلى عين ماء يقال لها «نفي»، وقد تم ذكرها في أشعار العرب القديمة، ويُذكر أيضاً بأن نفي نسبة إلى النفاة وموقعها الواسع الذي تكثر فيه الأودية والشعاب. وكان يقال لها قديماً «فيحان».

## البناء
عبارة عن تجمع عمراني يتبع النمط النجدي في نسيجه، حيث البيوت متقاربة وتتخللها ممرات ضيقة تؤدي إلى ساحة التجمع والمسجد الجامع اللتان تتوسطان البلدة. وتتشابه المباني السكنية من حيث شكلها وتصميمها الداخلي ومظهرها الخارجي، وتتألف في الغالب من دورين، وتأخذ الشكل المستطيل في مسقطها، وتتسم بالإنفتاح على الداخل من خلال الفناء الداخلي أو الحوش، الذي يحيط به رواق يعرف بالمصباح محمول على أعمدة أسطوانية مؤلفة من قطع حجرية تسمى الخرز، ومغطاة بطبقة من الطين أو الجص. المساكن تتصل بالخارج عن طريق مدخل رئيسي له باب خشبي، ولها نوافذ مرتفعة بفتحات صغيرة وإطار خشبي، وتتميز هذه البيوت ببساطتها وخلوها من التكلف مع بعض العناصر الفنية كالزخارف الجصية الهندسية والنباتية التي تزين غرف الإستقبال والشرفات المثلثية في الواجهات. إتبعت البلدة الأسلوب التقليدي في استخدام مواد البناء والتي يتم إحضارها من البيئة الطبيعية المحلية، والتي تؤمن العزل الحراري وتتلاءم من الطبيعية المناخية الحارة صيفاً والباردة شتاءً، وتتمثل في الطين اللبن الذي تبنى فيه الجدران على قواعد من الحجر، وتغطى الجدران بطبقة من اللياسة الطينية أو الجصية، وتسقف البيوت بعوارض جذوع أشجار الأثل التي يرصف فوقها عسيب النخل مع طبقة من الطين لمنع تسرب مياه الأمطار.

### مكونات الموقع
- أساسات من الحجر.
- الأسقف خشبية مصنوعة من خشب الاثل مغطى بسعق النخيل ويعلوه طبقة من خليط الطين والتبن.
- المباني مبنية في صورة مداميك مغطاة بطبقة من لياسة خارجية من خليط الطين التبن.
- فتحات الشبابيك مستطيلة الشكل صغيرة ومرتفعة.
- تعلو فتحات الشبابيك والأبواب أعتاب خشبية تحمل بقية الحائط أعلاه.
- تتنوع ارتفاع المباني من طابق واحد وطابقين بإرتفاع تقريبي يبدأ من 3.5 إلى 7م شامل ارتفاع الدروة.[2]